# Аустро-угарска нагодба
Аустро-угарска нагодба из 1867. (мађ. Kiegyezés) је био договор бечког двора и Мађара око преуређења Хабзбуршке монархије. Њом је успостављена двојна монархија Аустроугарска. Потписали су је цар Франц Јозеф I и мађарска делегација на челу са Ференцом Дејаком. Нагодба је дошла након низа неуспелих уставних реформи у Хабзбуршкој монархији и гарантовала је мађарској влади у Будимпешти једнак статус аустријској влади у Бечу. Беч и Будимпешта би управљали својом половином државе, а повезивали су их заједнички владар (који је био цар Аустрије и краљ Угарске), министарства финансија, спољних послова, рата и двора и царинска унија. Свака половина државе је имала свог премијера и скупштину.
Договор је дошао на предлог Хабзбурговаца као покушај добијања мађарске подршке на почетку Аустријско-пруског рата из 1866, као и покушај пригушивања унутрашњег незадовољства других народа у Монархији. Нагодба је званично добила статус закона након што је усвојена у мађарском сабору 29. маја 1867.
Посебни статуси Трансилваније и Војне крајине су укинути, а те територије су постале делови Аустрије или Угарске. Усвојен је нови Закон о националностима, који је теоријски бранио права националних мањина, али је често кршен у пракси. Сваких 10 година детаљи нагодбе су поново утврђивани, пошто су и аустријска и мађарска половина Монархије желеле више утицаја у националним питањима. Две владе су често показивале спремност да ометају једна другу, иако је то често било на штету целе Хабзбуршке монархије.
Нагодба је била непопуларна међу осталим мањинама у вишенационалној монархији. Чеси и Румуни су замерали бечком двору што се консултовао само са мађарским племством, док су Срби били разочарани укидањем Војне крајине.
Мађарски државник Ференц Дејак, који се разишао са Лајошом Кошутом након неуспеле револуције 1848. је био најзначајнија личност око доношења нагодбе. Његов главни циљ је био да уједини територије Хабзбурговаца удовољавањем већини мађарских либералних захтева и да Угарској разлог за опстанак у унији са Аустријом. Пошто је аустријски део државе био богатији и насељенији, једнак политички третман је ојачао мађарску половину државе и окончао њихове страхове да ће се бечки двор определити да Словенима, а не њима да већа права.
Двојна монархија која је нагодбом основана као трајно решење је трајала 50 година и распала се након завршетка Првог светског рата 1918.